# NGC 980
NGC 980 je galaksija u zviježđu Andromeda.

## Vanjske poveznice
- SEDS: NGC 980